# Estação Guy-Concordia
A Estação Guy-Concordia é uma das estações do Metrô de Montreal, situada em Montreal, entre a Estação Atwater e a Estação Peel. Faz parte da Linha Verde.
Foi inaugurada em 14 de outubro de 1966. Localiza-se no cruzamento da Rua Guy com o Boulevard de Maisonneuve. Atende o distrito de Ville-Marie.

## Origem do nome
A estação foi originalmente chamada de Guy por estar localizada junto a rue Guy.
Em 1 º de janeiro de 1988, ela foi renomeada como Guy-Concordia para refletir o fato, que ela atende ao Campus Sir George Williams da Université Concordia.
A Université Concordia  foi criada em agosto de 1974 , com a fusão da Escola Sir George Williams e a Universidade Loyola.
Ela também utiliza o mesmo lema da cidade de Montreal Concordia salus (Prosperidade através da Concórdia).
Rue Guy, por sua vez, leva o nome de Guy Étienne que representou Montreal na Assembleia Legislativa do Canadá e foi o proprietário do terreno aonde esta construída a rua e a estação que leva o seu nome.

## Ruas próximas
- rue Guy
- boulevard de Maisonneuve
- rue St-Mathieu

## Pontos de interesse

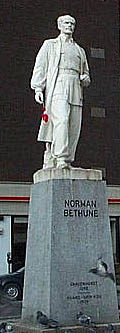
Estátua de Norman Bethune - instalada na praça da estação.

- Acesso aos subterrâneos de Montreal
- Centre canadien d'architecture
- CLSC Métro
- Faubourg Ste-Catherine
- Tour Guy
- Université Concordia
- Faubourg Sainte-Catherine
- Montreal Museum of Fine Arts
- Place Norman Bethune
- Musée Marguerite d'Youville
- Masonic Temple of Montreal
- Grand Séminaire de Montréal
- Montreal General Hospital
- Marianopolis College
- Consulado Geral de Cuba
- Casa do Primeiro-ministro Pierre Trudeau
- Hard Rock Cafe de Montreal
- Crescent Street (bares, restaurantes e casas de shows)
- The Sacred Heart School of Montreal
- Trafalgar School para meninas